# Liga (film)
Liga (2003, The League of Extraordinary Gentlemen) este un film cu supereroi vag bazat pe seria de benzi desenate The League of Extraordinary Gentlemen de Alan Moore. A avut premiera la 11 iulie 2003 în Statele Unite și a fost distribuit de 20th Century Fox. Este regizat de Stephen Norrington și în rolurile principale interpretează actorii Sean Connery, Naseeruddin Shah, Peta Wilson, Tony Curran, Stuart Townsend, Shane West, Jason Flemyng și Richard Roxburgh.
Acțiunea filmului este stabilită la sfârșitul secolului al XIX-lea, prezentând o varietate de personaje fictive literare corespunzătoare perioadei, care acționează în calitate de super-eroi în epoca victoriană. Scenariul filmului se bazează vag pe lucrările lui Jules Verne, H. G. Wells, Bram Stoker, Sir Arthur Conan Doyle, H. Rider Haggard, Ian Fleming, Herman Melville, Oscar Wilde, Robert Louis Stevenson, Edgar Allan Poe, Gaston Leroux și Mark Twain. Scenariul și atmosfera generală a filmului sunt foarte departe de cele din cartea originală de benzi desenate.
Filmul, care a devenit un succes financiar, era programat să devină parte a unei francize bazată pe seria originala de benzi desenate, dar a fost prea puțin entuziasm pentru o continuare din cauza recenziilor negative ale criticii.

## Prezentare
Un personaj necunoscut cunoscut doar ca „M” îi recrutează pe Allan Quartermain, căpitanul Nemo, vampiroaica Mina Harker, agentul secret american Tom Sawyer, Skinner - omul invizibil, Dorian Gray și pe Dr. Henry Jekyll pentru a forma o echipă cunoscută sub numele Liga pentru a învinge forțele Fantomei, un mascat nebun, care are de gând să scufunde Veneția și să înceapă un război mondial purtat cu noile arme foarte distrugătoare.

## Actori/Roluri
- Sean Connery este Allan Quartermain
- Naseeruddin Shah este Căpitanul Nemo
- Peta Wilson este Mina Harker
- Tony Curran este Rodney Skinner, omul invizibil
- Stuart Townsend este Dorian Gray
- Shane West este Tom Sawyer
- Jason Flemyng este Dr. Henry Jekyll / Edward Hyde
- Richard Roxburgh este Fantoma / "M" / Profesorul James Moriarty